# Ngbandi (Volk)

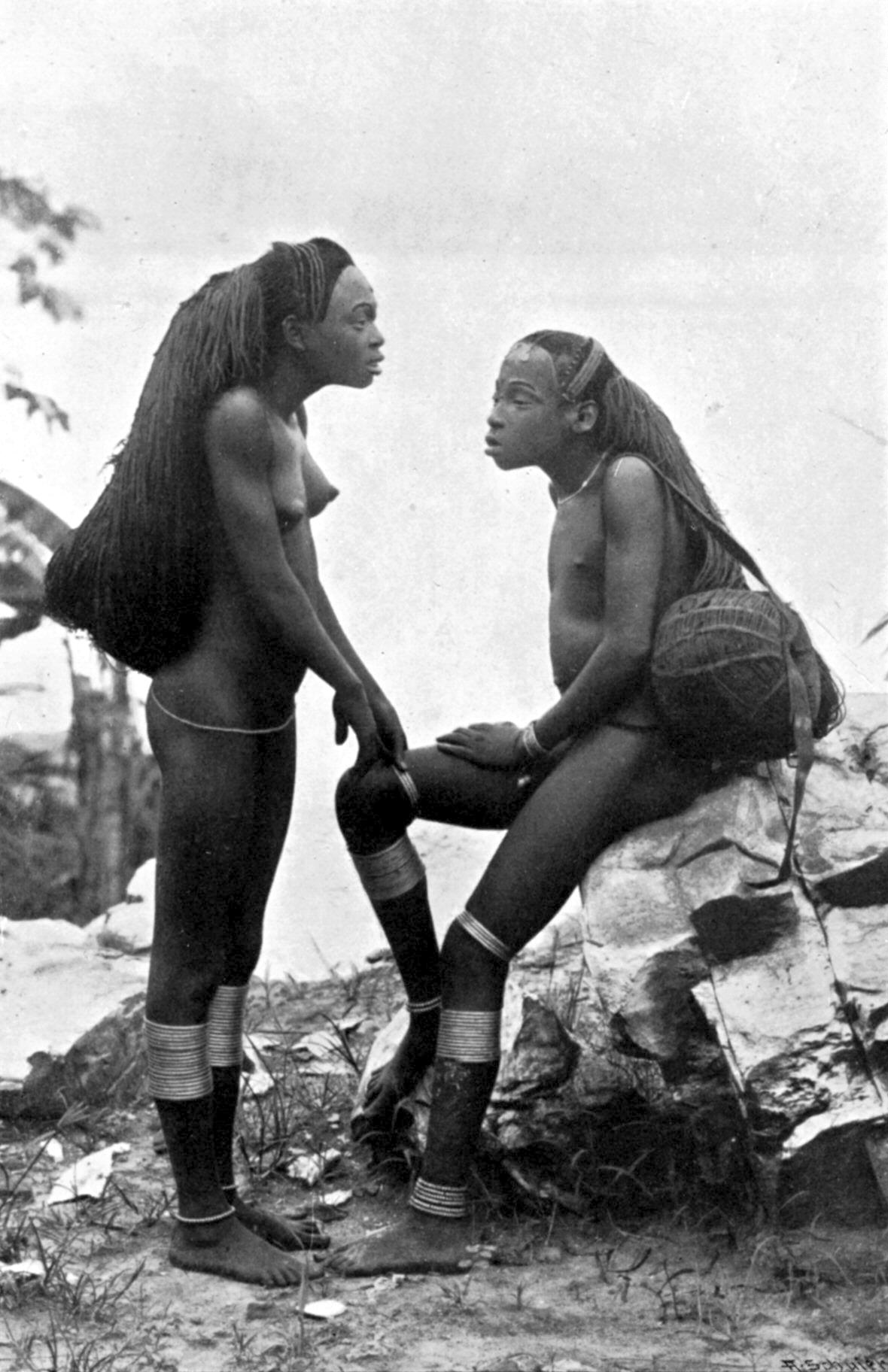
Ngbandi-Mädchen, Ubangi-Schari 1905

Die Ngbandi sind ein Volk des oberen Ubangi-Flusses, welche den südlichen Teil der Zentralafrikanischen Republik und den nördlichen Teil des Kongo bewohnen.
Ihre Sprache, das Ngbangi, ist eine Niger-Kongo-Sprache. Die Ngbandi waren und sind meist Landwirte, die Mais, Maniok, Erdnüsse, Süßkartoffeln und andere Nutzpflanzen anbauen. Bis vor Kurzem hingen Teile ihrer Existenz vom traditionellen Jagen und Sammeln ab. Die Ngbandi waren einst als gute Krieger bekannt, und einige ihrer bestgepriesenen zentralafrikanischen Messer und Lanzen wurden von ihren weltbekannten Handwerkern hergestellt. Zur Kultur der Ngbandi gehört eine elegant gekrümmte Bogenharfe, wie sie ähnlich auch bei einigen benachbarten Ethnien in der Sudanregion vorkommt.